# Jacques Ozanam
Jacques Ozanam (Sainte-Olive, Ain, 16 de junho de 1640 – Paris, 3 de abril de 1718) foi um matemático francês.

## Biografia
In 1670 publicou tabelas trigonométricas e logarítmicas mais precisas que as então existentes de Adrien Ulacq, Bartholomaeus Pitiscus e Henry Briggs.
Suas publicações matemáticas foram numerosas e bem recebidas. Récréations (publicada em 1694) foi mais tarde traduzida para o inglês. Foi eleito membro da Académie des Sciences em 1701. A morte de sua esposa mergulhou-o em profunda tristeza, e a perda de seus alunos estrangeiros através da Guerra da Sucessão Espanhola reduziu-o à pobreza. Morreu em Paris em 3 de abril de 1718 (freqüentemente citado como 1717 por causa de um erro no "éloge de Fontenelle").
Lecionou para Abraham de Moivre.

## Publicações selecionadas

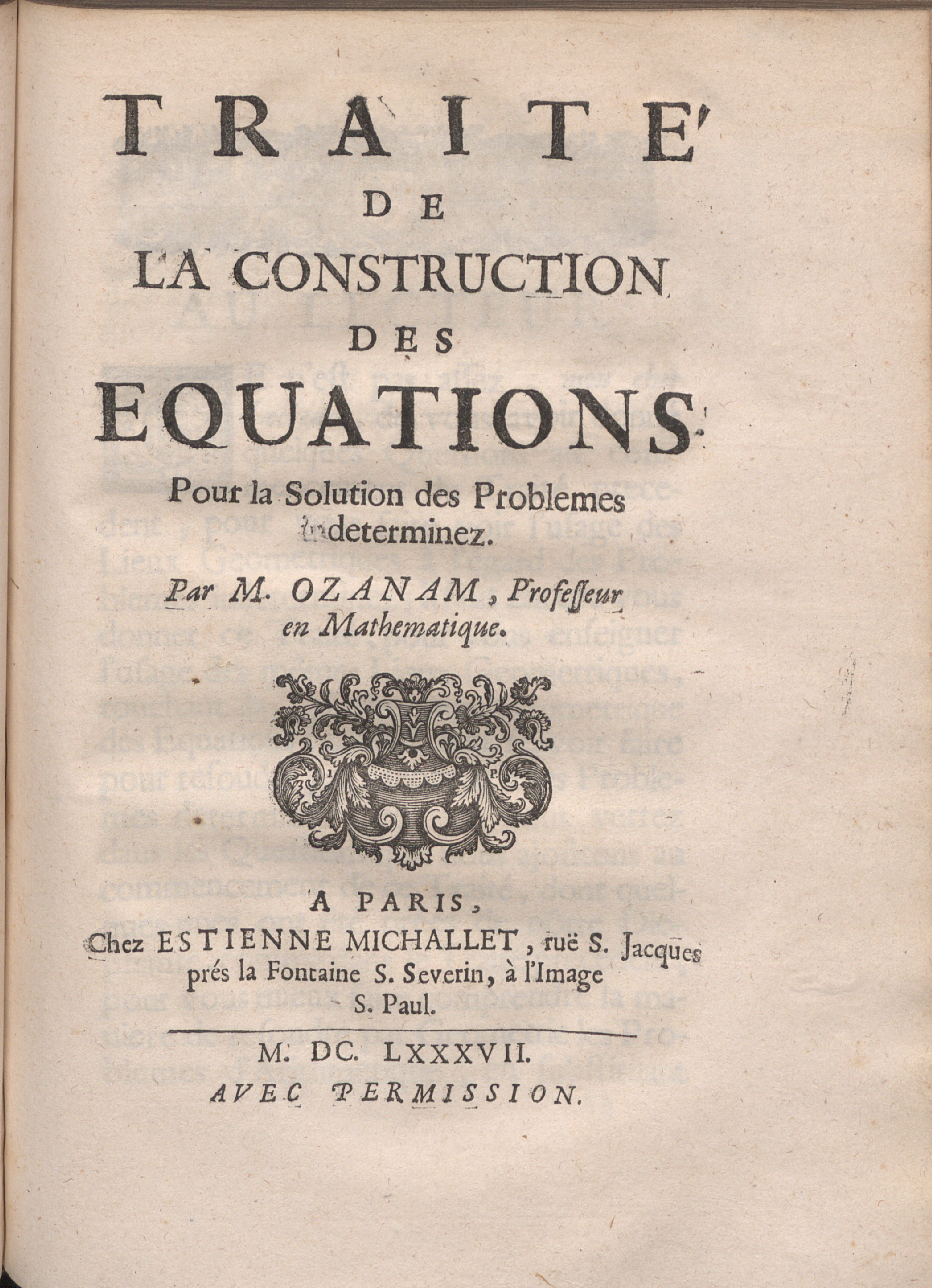
Traité de la construction des equations pour la solution des problemes indeterminez, 1687

- Table des sinus, tangentes, et sécantes (1670)
- Methode générale pour tracer des cadrans (1673)
- Geometrie pratique (1684)
- Traité des lignes du premier genre (1687)
- De l'usage du compas (1688)
- Dictionnaire mathématique (1691)
- Cours de mathématiques (Paris, 1693, 5 vols, tr. into English, London, 1712)
- Traité de la fortification (Paris, 1694)
- Récréations mathématiques et physiques (1694, 2 vols, revised by Montucla in 1778, 4 vols)
- Nouvelle Trigonométrie (1698)
- Méthode facile pour arpenter (1699)
- Nouveaux  Éléments d'Algèbre (1702)
- La Géographie et Cosmographie (1711)
- La Perspective (1711).